# Liste der Nummer-eins-Hits in Frankreich (2013)
Diese Liste enthält alle Nummer-eins-Hits in Frankreich im Jahr 2013. Es gab insgesamt 15 Nummer-eins-Singles und 22 Nummer-eins-Alben.

## Singles
| ← 2012 ← | Liste der Nummer-eins-Hits in Frankreich (Top Singles) | Liste der Nummer-eins-Hits in Frankreich (Top Singles) | Liste der Nummer-eins-Hits in Frankreich (Top Singles)                                                                                     | 2014 →                    |
| \| Zeitraum \| Wo. ges. \| Interpret \| Titel Autor(en) \| Zusätzliche Informationen \| \| (Zeitraum, Wochen auf Platz eins, Interpret, Titel, Autor[en], zusätzliche Informationen) \| \| \| \| \| \| ----------------------------------------------------------------------------------------- \| -------- \| -------------------------------------- \| ------------------------------------------------------------------------------------------------------------------------------------------ \| ------------------------- \| \| 29. Dezember 2012 – 25. Januar 2013 4 Wochen (insgesamt 6) \| 6 \| Psy \| Gangnam Style Yoo Gun-hyung, Park Jae-sang \| – \| \| 26. Januar 2013 – 1. Februar 2013 1 Woche \| 1 \| Will.i.am & Britney Spears \| Scream & Shout William Adams, Jean-Baptiste Kouame, Jef Martens, Tula Paulinea Contostavlos \| – \| \| 2. Februar 2013 – 29. März 2013 8 Wochen \| 8 \| Macklemore & Ryan Lewis feat. Wanz \| Thrift Shop Ben Haggerty, Ryan S. Lewis \| – \| \| 30. März 2013 – 26. April 2013 4 Wochen \| 4 \| Maître Gims \| J’me tire Musik: Renaud Louis Remi Rebillaud, Gandhi Djuna; Text: Gandhi Djuna, Adama Mickael Diallo \| – \| \| 27. April 2013 – 14. Juni 2013 7 Wochen (insgesamt 8) \| 8 \| Daft Punk feat. Pharrell Williams \| Get Lucky Pharrell L. Williams, Nile Rodgers, Guy-Manuel de Homem-Christo, Thomas Bangalter \| – \| \| 15. Juni 2013 – 12. Juli 2013 4 Wochen (insgesamt 6) \| 6 \| Robin Thicke feat. T.I. & Pharrell \| Blurred Lines Pharrell L. Williams, Robin Thicke, Clifford Joseph Harris \| – \| \| 13. Juli 2013 – 19. Juli 2013 1 Woche (insgesamt 8) \| 8 \| Daft Punk feat. Pharrell Williams \| Get Lucky Pharrell L. Williams, Nile Rodgers, Guy-Manuel de Homem-Christo, Thomas Bangalter \| – \| \| 20. Juli 2013 – 2. August 2013 2 Wochen (insgesamt 6) \| 6 \| Robin Thicke feat. T.I. & Pharrell \| Blurred Lines Pharrell L. Williams, Robin Thicke, Clifford Joseph Harris \| – \| \| 3. August 2013 – 30. August 2013 4 Wochen \| 4 \| Stromae \| Papaoutai Paul Van Haver \| – \| \| 31. August 2013 – 13. September 2013 2 Wochen \| 2 \| Avicii \| Wake Me Up Aloe Blacc, Tim Bergling, Michael Aaron Einziger \| – \| \| 14. September 2013 – 25. Oktober 2013 6 Wochen \| 6 \| Stromae \| Formidable Paul Van Haver \| – \| \| 26. Oktober 2013 – 1. November 2013 1 Woche \| 1 \| Bakermat \| Vandaag Lodewijk F. H. Fluttert (mit Text von Martin Luther King) \| – \| \| 2. November 2013 – 8. November 2013 1 Woche \| 1 \| Vitaa feat. Maître Gims \| Game Over Gandhi Djuna, Renaud Louis Remi Rebillaud, Charlotte Gonin \| – \| \| 9. November 2013 – 29. November 2013 3 Wochen \| 3 \| Eminem feat. Rihanna \| The Monster Marshall B. Mathers, Bryan G. Fryzel, Aaron L. Kleinstub, Robyn R. Fenty, Jonathan David Bellion, Bleta Rexha, Maki Athanasiou \| – \| \| 30. November 2013 – 6. Dezember 2013 1 Woche \| 1 \| Stromae \| Tous les mêmes Paul Van Haver \| – \| \| 7. Dezember 2013 – 13. Dezember 2013 1 Woche (insgesamt 21) \| 21 \| Pharrell Williams \| Happy Pharrell L. Williams \| – \| \| 14. Dezember 2013 – 20. Dezember 2013 1 Woche \| 1 \| Bénabar, Patrick Bruel, Cali et Marina \| Un arc-en-ciel Patrick Bruel, Amanda Queffélec-Maruani \| – \| \| 21. Dezember 2013 – 4. Mai 2014 20 Wochen (insgesamt 21) \| 21 \| Pharrell Williams \| Happy Pharrell Williams \| – \| |                                                        |                                                        | |                           |
| ← 2012 |                                                        |                                                        | | → 2014 →                  |
| Zeitraum | Wo. ges.                                               | Interpret                                              | Titel Autor(en) | Zusätzliche Informationen |
| (Zeitraum, Wochen auf Platz eins, Interpret, Titel, Autor[en], zusätzliche Informationen) |                                                        |                                                        | |                           |
| 29. Dezember 2012 – 25. Januar 2013 4 Wochen (insgesamt 6) | 6                                                      | Psy                                                    | Gangnam Style Yoo Gun-hyung, Park Jae-sang                                                                                                 | –                         |
| 26. Januar 2013 – 1. Februar 2013 1 Woche | 1                                                      | Will.i.am & Britney Spears                             | Scream & Shout William Adams, Jean-Baptiste Kouame, Jef Martens, Tula Paulinea Contostavlos                                                | –                         |
| 2. Februar 2013 – 29. März 2013 8 Wochen | 8                                                      | Macklemore & Ryan Lewis feat. Wanz                     | Thrift Shop Ben Haggerty, Ryan S. Lewis | –                         |
| 30. März 2013 – 26. April 2013 4 Wochen | 4                                                      | Maître Gims                                            | J’me tire Musik: Renaud Louis Remi Rebillaud, Gandhi Djuna; Text: Gandhi Djuna, Adama Mickael Diallo                                       | –                         |
| 27. April 2013 – 14. Juni 2013 7 Wochen (insgesamt 8) | 8                                                      | Daft Punk feat. Pharrell Williams                      | Get Lucky Pharrell L. Williams, Nile Rodgers, Guy-Manuel de Homem-Christo, Thomas Bangalter                                                | –                         |
| 15. Juni 2013 – 12. Juli 2013 4 Wochen (insgesamt 6) | 6                                                      | Robin Thicke feat. T.I. & Pharrell                     | Blurred Lines Pharrell L. Williams, Robin Thicke, Clifford Joseph Harris                                                                   | –                         |
| 13. Juli 2013 – 19. Juli 2013 1 Woche (insgesamt 8) | 8                                                      | Daft Punk feat. Pharrell Williams                      | Get Lucky Pharrell L. Williams, Nile Rodgers, Guy-Manuel de Homem-Christo, Thomas Bangalter                                                | –                         |
| 20. Juli 2013 – 2. August 2013 2 Wochen (insgesamt 6) | 6                                                      | Robin Thicke feat. T.I. & Pharrell                     | Blurred Lines Pharrell L. Williams, Robin Thicke, Clifford Joseph Harris                                                                   | –                         |
| 3. August 2013 – 30. August 2013 4 Wochen | 4                                                      | Stromae                                                | Papaoutai Paul Van Haver | –                         |
| 31. August 2013 – 13. September 2013 2 Wochen | 2                                                      | Avicii                                                 | Wake Me Up Aloe Blacc, Tim Bergling, Michael Aaron Einziger                                                                                | –                         |
| 14. September 2013 – 25. Oktober 2013 6 Wochen | 6                                                      | Stromae                                                | Formidable Paul Van Haver | –                         |
| 26. Oktober 2013 – 1. November 2013 1 Woche | 1                                                      | Bakermat                                               | Vandaag Lodewijk F. H. Fluttert (mit Text von Martin Luther King)                                                                          | –                         |
| 2. November 2013 – 8. November 2013 1 Woche | 1                                                      | Vitaa feat. Maître Gims                                | Game Over Gandhi Djuna, Renaud Louis Remi Rebillaud, Charlotte Gonin                                                                       | –                         |
| 9. November 2013 – 29. November 2013 3 Wochen | 3                                                      | Eminem feat. Rihanna                                   | The Monster Marshall B. Mathers, Bryan G. Fryzel, Aaron L. Kleinstub, Robyn R. Fenty, Jonathan David Bellion, Bleta Rexha, Maki Athanasiou | –                         |
| 30. November 2013 – 6. Dezember 2013 1 Woche | 1                                                      | Stromae                                                | Tous les mêmes Paul Van Haver | –                         |
| 7. Dezember 2013 – 13. Dezember 2013 1 Woche (insgesamt 21) | 21                                                     | Pharrell Williams                                      | Happy Pharrell L. Williams | –                         |
| 14. Dezember 2013 – 20. Dezember 2013 1 Woche | 1                                                      | Bénabar, Patrick Bruel, Cali et Marina                 | Un arc-en-ciel Patrick Bruel, Amanda Queffélec-Maruani                                                                                     | –                         |
| 21. Dezember 2013 – 4. Mai 2014 20 Wochen (insgesamt 21) | 21                                                     | Pharrell Williams                                      | Happy Pharrell Williams | –                         |

## Alben
| ← 2012 ← | Liste der Nummer-eins-Hits in Frankreich | Liste der Nummer-eins-Hits in Frankreich | Liste der Nummer-eins-Hits in Frankreich | 2014 →                    |
| \| Zeitraum \| Wo. ges. \| Interpret \| Titel \| Zusätzliche Informationen \| \| (Zeitraum, Wochen auf Platz eins, Interpret, Titel, zusätzliche Informationen) \| \| \| \| \| \| ------------------------------------------------------------------------------ \| -------- \| -------------------------- \| ---------------------------------------- \| ------------------------- \| \| 29. Dezember 2012 – 4. Januar 2013 1 Woche (insgesamt 2) \| 2 \| Céline Dion \| Sans attendre \| – \| \| 5. Januar 2013 – 25. Januar 2013 3 Wochen (insgesamt 4) \| 4 \| (Verschiedene Interpreten) \| NRJ Music Awards 2013 \| – \| \| 26. Januar 2013 – 1. Februar 2013 1 Woche \| 1 \| Pascal Obispo \| MillésimeS \| – \| \| 2. Februar 2013 – 8. Februar 2013 1 Woche (insgesamt 4) \| 4 \| (Verschiedene Interpreten) \| Génération Goldman \| – \| \| 9. Februar 2013 – 15. Februar 2013 1 Woche (insgesamt 4) \| 4 \| (Verschiedene Interpreten) \| NRJ Music Awards 2013 \| – \| \| 16. Februar 2013 – 22. Februar 2013 1 Woche \| 1 \| La Fouine \| Drôle de parcours \| – \| \| 23. Februar 2013 – 8. März 2013 2 Wochen \| 2 \| Indochine \| Black City Parade \| – \| \| 9. März 2013 – 15. März 2013 1 Woche (insgesamt 4) \| 4 \| (Verschiedene Interpreten) \| Génération Goldman \| – \| \| 16. März 2013 – 22. März 2013 1 Woche \| 1 \| M. Pokora \| À la poursuite du bonheur – Live à Bercy \| – \| \| 23. März 2013 – 26. April 2013 5 Wochen \| 5 \| Les Enfoirés \| La boîte à musique des Enfoirés \| – \| \| 27. April 2013 – 3. Mai 2013 1 Woche \| 1 \| Lara Fabian \| Le secret \| – \| \| 4. Mai 2013 – 10. Mai 2013 1 Woche \| 1 \| IAM \| Arts martiens \| – \| \| 11. Mai 2013 – 17. Mai 2013 1 Woche \| 1 \| Emmanuel Moire \| Le chemin \| – \| \| 18. Mai 2013 – 24. Mai 2013 1 Woche \| 1 \| Seth Gueko \| Bad Cowboy \| – \| \| 25. Mai 2013 – 31. Mai 2013 1 Woche \| 1 \| Vanessa Paradis \| Love Songs \| – \| \| 1. Juni 2013 – 21. Juni 2013 3 Wochen \| 3 \| Daft Punk \| Random Access Memories \| – \| \| 22. Juni 2013 – 12. Juli 2013 3 Wochen \| 3 \| Christophe Maé \| Je veux du bonheur \| – \| \| 13. Juli 2013 – 2. August 2013 3 Wochen \| 3 \| (Verschiedene Interpreten) \| NRJ Summer Hits Only 2013 \| – \| \| 3. August 2013 – 9. August 2013 1 Woche \| 1 \| (Verschiedene Interpreten) \| NRJ Party Hits 2013 \| – \| \| 10. August 2013 – 16. August 2013 1 Woche \| 1 \| Keen’V \| Ange ou démon \| – \| \| 17. August 2013 – 30. August 2013 2 Wochen \| 2 \| Luc Arbogast \| Odysseus \| – \| \| 31. August 2013 – 6. September 2013 1 Woche (insgesamt 25) \| 25 \| Stromae \| Racine carrée \| – \| \| 7. September 2013 – 13. September 2013 1 Woche \| 1 \| (Verschiedene Interpreten) \| Génération Goldman Volume 2 \| – \| \| 14. September 2013 – 15. November 2013 9 Wochen (insgesamt 25) \| 25 \| Stromae \| Racine carrée \| – \| \| 16. November 2013 – 22. November 2013 1 Woche \| 1 \| Florent Pagny \| Vieillir avec toi \| – \| \| 23. November 2013 – 23. Februar 2014 14 Wochen (insgesamt 25) \| 25 \| Stromae \| Racine carrée \| – \| |                                          |                                          |                                          |                           |
| ← 2012 |                                          |                                          |                                          | → 2014 →                  |
| Zeitraum | Wo. ges.                                 | Interpret                                | Titel                                    | Zusätzliche Informationen |
| (Zeitraum, Wochen auf Platz eins, Interpret, Titel, zusätzliche Informationen) |                                          |                                          |                                          |                           |
| 29. Dezember 2012 – 4. Januar 2013 1 Woche (insgesamt 2) | 2                                        | Céline Dion                              | Sans attendre                            | –                         |
| 5. Januar 2013 – 25. Januar 2013 3 Wochen (insgesamt 4) | 4                                        | (Verschiedene Interpreten)               | NRJ Music Awards 2013                    | –                         |
| 26. Januar 2013 – 1. Februar 2013 1 Woche | 1                                        | Pascal Obispo                            | MillésimeS                               | –                         |
| 2. Februar 2013 – 8. Februar 2013 1 Woche (insgesamt 4) | 4                                        | (Verschiedene Interpreten)               | Génération Goldman                       | –                         |
| 9. Februar 2013 – 15. Februar 2013 1 Woche (insgesamt 4) | 4                                        | (Verschiedene Interpreten)               | NRJ Music Awards 2013                    | –                         |
| 16. Februar 2013 – 22. Februar 2013 1 Woche | 1                                        | La Fouine                                | Drôle de parcours                        | –                         |
| 23. Februar 2013 – 8. März 2013 2 Wochen | 2                                        | Indochine                                | Black City Parade                        | –                         |
| 9. März 2013 – 15. März 2013 1 Woche (insgesamt 4) | 4                                        | (Verschiedene Interpreten)               | Génération Goldman                       | –                         |
| 16. März 2013 – 22. März 2013 1 Woche | 1                                        | M. Pokora                                | À la poursuite du bonheur – Live à Bercy | –                         |
| 23. März 2013 – 26. April 2013 5 Wochen | 5                                        | Les Enfoirés                             | La boîte à musique des Enfoirés          | –                         |
| 27. April 2013 – 3. Mai 2013 1 Woche | 1                                        | Lara Fabian                              | Le secret                                | –                         |
| 4. Mai 2013 – 10. Mai 2013 1 Woche | 1                                        | IAM                                      | Arts martiens                            | –                         |
| 11. Mai 2013 – 17. Mai 2013 1 Woche | 1                                        | Emmanuel Moire                           | Le chemin                                | –                         |
| 18. Mai 2013 – 24. Mai 2013 1 Woche | 1                                        | Seth Gueko                               | Bad Cowboy                               | –                         |
| 25. Mai 2013 – 31. Mai 2013 1 Woche | 1                                        | Vanessa Paradis                          | Love Songs                               | –                         |
| 1. Juni 2013 – 21. Juni 2013 3 Wochen | 3                                        | Daft Punk                                | Random Access Memories                   | –                         |
| 22. Juni 2013 – 12. Juli 2013 3 Wochen | 3                                        | Christophe Maé                           | Je veux du bonheur                       | –                         |
| 13. Juli 2013 – 2. August 2013 3 Wochen | 3                                        | (Verschiedene Interpreten)               | NRJ Summer Hits Only 2013                | –                         |
| 3. August 2013 – 9. August 2013 1 Woche | 1                                        | (Verschiedene Interpreten)               | NRJ Party Hits 2013                      | –                         |
| 10. August 2013 – 16. August 2013 1 Woche | 1                                        | Keen’V                                   | Ange ou démon                            | –                         |
| 17. August 2013 – 30. August 2013 2 Wochen | 2                                        | Luc Arbogast                             | Odysseus                                 | –                         |
| 31. August 2013 – 6. September 2013 1 Woche (insgesamt 25) | 25                                       | Stromae                                  | Racine carrée                            | –                         |
| 7. September 2013 – 13. September 2013 1 Woche | 1                                        | (Verschiedene Interpreten)               | Génération Goldman Volume 2              | –                         |
| 14. September 2013 – 15. November 2013 9 Wochen (insgesamt 25) | 25                                       | Stromae                                  | Racine carrée                            | –                         |
| 16. November 2013 – 22. November 2013 1 Woche | 1                                        | Florent Pagny                            | Vieillir avec toi                        | –                         |
| 23. November 2013 – 23. Februar 2014 14 Wochen (insgesamt 25) | 25                                       | Stromae                                  | Racine carrée                            | –                         |